# 傑夫·默克利
傑佛瑞·艾倫·「傑夫」·默克利（英語：Jeffrey Alan "Jeff" Merkley；1956年10月24日—），是一位美國民主黨政治人物，自2009年成為俄勒岡州聯邦參議院議員。此前他曾是俄勒岡州眾議院2007年至2009年期間第四十七選區代表議員與州眾議院的议长。
2008年參議院議員選舉中，他擊敗了出任兩屆聯邦參議員的共和黨人戈登·史密斯成功奪得議席，也在2014年的選舉中勝過莫妮卡·溫巴爾連任。
2019年3月初，他宣佈不參選2020年美國總統選舉。

## 延伸閱讀
- Background and collected news at The Washington Post
- 美國國會國家人物傳記大辭典中的傳記
- 由華盛頓郵報維護的投票記錄
- 智慧投票计划中的傳記、投票紀錄及利益集團評級
- Congressional profile at GovTrack
- Congressional profile at OpenCongress
- Issue positions and quotes at On the Issues
- Financial information at OpenSecrets.org
- Staff salaries, trips and personal finance at LegiStorm.com
- 聯邦選舉委員會中的競選財務報告和數據
- Campaign contributions at the National Institute for Money in State Politics
- Appearances on C-SPAN programs
- 網路電影資料庫上的亮相頁面
- Collected news and commentary at The New York Times
- Works by or about 傑夫·默克利 in libraries (WorldCat catalog)
- Profile at Ballotpedia

## 外部連結
- 傑夫·默克利 （页面存档备份，存于）參議院官方網站
- 傑夫·默克利參議員競選網站 （页面存档备份，存于）
- 中的“傑夫·默克利”

| 俄勒冈州众议院           | 俄勒冈州众议院                                                    | 俄勒冈州众议院         |
| ------------------------ | ----------------------------------------------------------------- | ---------------------- |
| 前任者： 弗蘭克·希爾茲   | 俄勒岡州第四十七眾議院選區 眾議院議員 1999年－2009年              | 繼任者： 杰斐遜·史密斯 |
| 前任者： 德博拉·卡夫利   | 俄勒岡州眾議院少數黨領袖 2003年－2007年                           | 繼任者： 韋恩·斯科特   |
| 官衔                     |                                                                   |                        |
| 前任者： 卡倫·明尼斯     | 俄勒冈州众议院议长 2007年－2009年                                 | 繼任者： 戴夫·亨特     |
| 政党职务                 |                                                                   |                        |
| 前任者： 比爾·布拉德伯里 | 美國參議員俄勒岡州民主黨被提名人 （第2類） 2008年、2014年、2020年 | 最新的                 |
| 前任者： 芭芭拉·柏克瑟   | 參議院民主黨副黨鞭 2017年－ 與布萊恩·夏茲同時在任                 | 現任                   |
| 美国参议院               |                                                                   |                        |
| 前任者： 戈登·史密斯     | 俄勒岡州第2類參議員 2009年－ 與榮·懷登同時在任                    | 現任                   |
| 前任者： 吉姆·麥高文     | 國會及行政當局中國委員會主席 2021—2023                            | 繼任者： 克里斯·史密斯 |
| 美國排位名單             |                                                                   |                        |
| 前任者： 吉姆·里施       | 美國參議員資歷 第30位                                             | 繼任者： 麥克·班尼     |